# Ptghavan
Ptghavan (en arménien Պտղավան) est une communauté rurale du marz de Tavush, en Arménie. Elle compte 874 habitants en 2008.